# Damastes nossibeensis
Damastes nossibeensis là một loài nhện trong họ Sparassidae.
Loài này thuộc chi Damastes. Damastes nossibeensis được Embrik Strand miêu tả năm 1907.